# Stenodynerus ventones
Stenodynerus ventones är en stekelart som först beskrevs av Cameron 1908.  Stenodynerus ventones ingår i släktet smalgetingar, och familjen Eumenidae. Inga underarter finns listade i Catalogue of Life.